# Jaco van der Knijff
Jacobus (Jaco) van der Knijff (Moerkapelle, 16 november 1976) is een Nederlands hymnoloog en theoloog.

## Biografie

### Studies
Van der Knijff ging naar het vwo aan het Driestar College in Gouda alwaar hij vervolgens de pabo deed. Hierna deed hij een studie klassieke talen aan de Theologische Universiteit in Kampen en studeerde daarna nog acht jaar aan de Theologische Universiteit Apeldoorn in Apeldoorn. Aan de Rijksuniversiteit in Groningen studeerde hij het bijvak kerkmuziek bij J.R. Luth. Hij rondde deze studie af in maart 2005 met de scriptie "Theologie van de muziek bij Luther en Calvijn". Tot slot volgde hij nog een studie met als hoofdvak Oude Testament aan de Theologische Universiteit Apeldoorn bij H.G.L. Peels en dr. J.R. Luth. Zijn afstudeerscriptie kreeg de titel "Zieners en zangers. Een onderzoek naar de relatie tussen muziek en profetie in Kronieken".

### Loopbaan
Van der Knijff was vanaf 2010 verbonden aan de Rijksuniversiteit Groningen als buitenpromovendus. Hij verdedigde op 5 juli 2018 in Groningen op het proefschrift 'Heilige gezangen. Herkomst, ontwikkeling en receptie van de lofzangen in het psalmboek van Dathenus en de ‘Eenige Gezangen’ in de Staatsberijming van 1773'. Zijn promotor was prof. dr. A.L. Molendijk. Hij is sinds 2018 deeltijds verbonden aan de Theologische Universiteit Apeldoorn als docent liturgiek. Daarnaast is hij sinds 1998 werkzaam als redacteur bij het Reformatorisch Dagblad en is enige tijd werkzaam geweest voor het blad Kerk en Muziek.

## Publicaties
- 2003 - Een vermeende kloof. Visies Luther en Calvijn staan dicht bij elkaar
- 2004 - Stoplap wordt opstap. Halve versjes in psalmberijming uit nood geboren
- 2005 - Zieners en zangers
- 2007 - Liederen die nog steeds resoneren. Predikant dichter Paul Gerhardt (1607-1676) een beetje vergeten Nederland
- 2007 - Paul Gerhardt in Nederland. Liederen van de Duits predikant-dichter kunnen nog steeds resoneren en functioneren
- 2008 - Ende ander Lofsanghen. De ontwikkeling van de Eenige Gezangen van 1539 tot 1773
- 2008 - Luther en het lied: een onlosmakelijke eenheid
- 2008 - De Tien Geboden des HEEREN. De ontwikkeling van de Eenige Gezangen van 1539 tot 1773
- 2008 - Het Gebed des Heeren. De ontwikkeling van de Eenige Gezangen van 1539 tot 1773
- 2009 - Het Gebed des Heeren. De ontwikkeling van de Eenige Gezangen van 1539 tot 1773
- 2009 - De tweede berijming van de Twaalf Artikelen des Geloofs. De ontwikkeling van de Eenige Gezangen van 1539 tot 1773
- 2009 - De Bedezang voor en de Dankzang na het eten. De ontwikkeling van de Eenige Gezangen van 1539 tot 1773
- 2010 - Het Eigen Geschrift Davids
- 2014 - Lutherse liederen voor gereformeerde gelovigen. Beschrijving en poging tot duiding van een onopgemerkt gebleven Nederlands liedboekje uit 1566
- 2014 - Zingen in het gezin: muzikale catechese
- 2014 - Een wonderlijk twaalftal
- 2014 - Zuiver zingen naar de Schriften
- 2014 - Gereformeerde gezangen in de 16e eeuw
- 2015 - Zingen in het gezin: muzikale catechese
- 2015 - De psalmen en enige gezangen
- 2015 - Muziek in kerk en cultuur binnen de gereformeerde gezindte: spanning en ontspanning
- 2015 - Zingt Hem, psalmzingt Hem. De tijdgeest in psalmberijmingen
- 2016 - Een pinksterlied voor de boeren in Overijssel
- 2016 - Enige gezangen
- 2016 - Op Toonhoogte in de kerk? Liederen tonen bepaald godsbeeld
- 2016 - Gereformeerden zingen lutherse liederen. Een teruggevonden liedboekje
- 2018 - Heilige gezangen
- 2019 - Vormen voor vandaag. De betekenis van symbolen en rituelen in de Bijbel en het christelijke leven
- 2019 - De zingende gemeente
- 2020 - Hele psalmen, alle psalmen
- 2020 - De waarde van een persoonlijk én gezamenlijk kerkliedreservoir
- 2020 - Ieder lied verdient eerlijke toets
- 2020 - Zingen: roeping van elke christen
- 2021 - Ons psalmboek
- 2021 - Losse versjes plukken
- 2021 - Wegwijs in het woud aan berijmingen
- 2022 - Met psalmgezangen prijzen. De psalmen in de Nederlandse gereformeerde traditie
- 2022 - Heft hier voor God uw lofzang aan. Principe en praktijk van de gemeentezang in gereformeerd perspectief
- 2022 - De psalmen: een broodnodige bron